# Antoine Destutt de Tracy

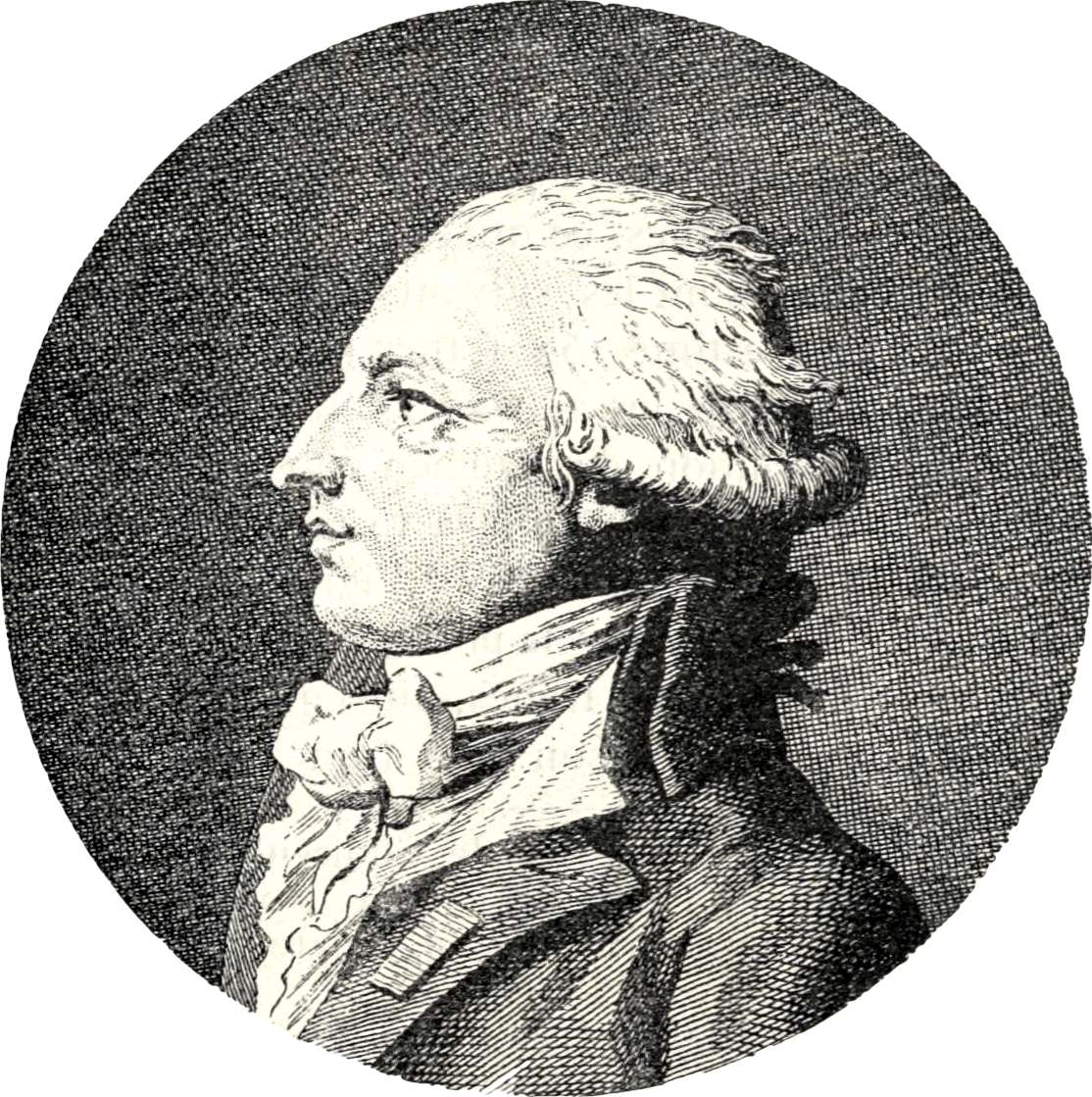
Destutt de Tracy.

Antoine-Louis-Claude Destutt, marqués de Tracy (París, 20 de julio de 1754-9 de marzo de 1836), fue un aristócrata, político, soldado y filósofo francés de la Ilustración, quien acuñó el término «ideología» en 1801, en el periodo de la Revolución francesa, con el significado de ciencia de las ideas, tomando ideas en el sentido amplio de estados de conciencia.

## Biografía

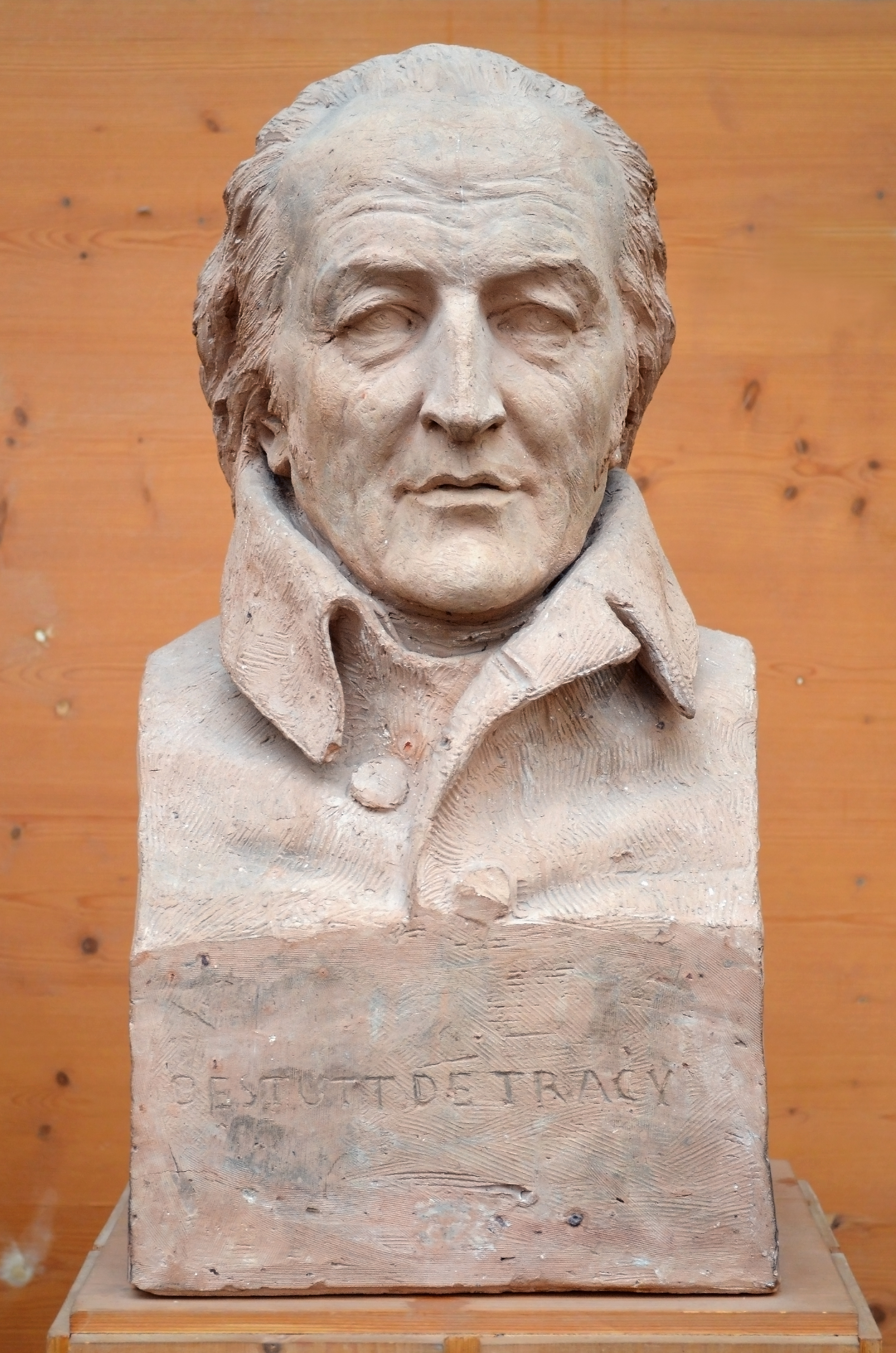
Busto de Destutt de Tracy por David d'Angers (1837).

Militar de carrera, se adhirió a la Revolución, destacándose como diputado. Hizo parte del grupo de los sensualistas, con orientación hacia el pensamiento de Condorcet. Su pensamiento republicano entró en conflicto con los partidarios de Napoleón Bonaparte, que los acusaron de ideólogos.
Preso casi un año en la Bastilla, el filósofo francés, exiliado en Bruselas, comenzó a publicar Eléments D'Idéologie (1801-1815) en cuatro volúmenes, postulando la fundación de un original campo de estudios destinado a formar la base de todas las ciencias: la ciencia de las ideas.
El proyecto de esta ciencia era el de tratar las ideas como fenómenos naturales que expresaban la relación entre el hombre, organismo vivo y sensible, y su medio natural de vida. Así, para él, lo que el estudio de la ideología posibilitaba era el conocimiento de la verdadera naturaleza humana al preguntar de dónde provenían nuestras ideas y cómo se desarrollaban. La teoría de que la conducta humana es formada por ciertos elementos ideológicos convierte a De Tracy en un antecesor del concepto de superestructura marxista.
Pocos años después de esta publicación, el término ideología adquirió una connotación eminentemente peyorativa, al punto de que la enseñanza de la Ciencia Moral y Política fue prohibida en el Instituto de Francia por Napoleón (1812), quien pragmáticamente prefería los cañones a las palabras, acusando al autor y a otros profesores de dicha materia, de predicar la oposición a su gobierno.
Defendía la división de poderes, la libertad política, considerando que esta no puede florecer sin libertad individual y sin libertad de prensa. Inspiró el positivismo de Auguste Comte y tuvo como discípulos a Stendhal y Charles Augustin Sainte-Beuve.